# Canton d'Argenteuil-Nord
Le canton d'Argenteuil-Nord est une ancienne division administrative française située dans le département du Val-d'Oise et la région Île-de-France.

## Composition

### Ancien canton d'Argenteuil (1833 à 1867)
Il était composé des communes suivantes :
Argenteuil, Bezons, Carrières-sur-Seine, Cormeilles-en-Parisis, La Frette, Herblay, Houilles, Montigny-lès-Cormeilles, Sannois et Sartrouville.

### Canton d'Argenteuil Nord (1976-2015)
Le canton d'Argenteuil-Nord recouvrait le nord de la commune d'Argenteuil. Les 2 autres cantons divisant Argenteuil étaient le canton d'Argenteuil-Est et le canton d'Argenteuil-Ouest. 

## Histoire
- Le canton d'Argenteuil, qui faisait partie du département de la Seine-et-Oise, a disparu en 1967, lors de la création du département du Val-d'Oise.
- En 1967, il est divisé en trois :

- Le canton d'Argenteuil-Centre
- Le canton d'Argenteuil-Nord
- Le canton de Bezons.
- En 1976 (décret du 22.01.1976, et décision du Conseil d'État du 12.07.1978), le canton d'Argenteuil-Centre demeure, les cantons d'Argenteuil-Nord et de Bezons disparaissent et sont créés  les cantons d'Argenteuil-Est et d'Argenteuil-Bezons.

## Représentation

### Conseillers généraux de l'ancien canton d'Argenteuil(1833 à 1967) - Département deSeine-et-Oise
| Période | Période                    | Identité                         | Étiquette   | Qualité |
| ------- | -------------------------- | -------------------------------- | ----------- | --- |
| 1833    | 1865                       | Isidore Récappé                  |             | Ancien notaire, propriétaire, maire d'Argenteuil (1831-1835)                                                                                            |
| 1865    | 1871                       | Nicolas Hubert Barré (1819-1885) |             | Conseiller référendaire à la Cour des Comptes Propriétaire à Argenteuil Ancien conseiller général du Canton de Mussidan (Dordogne)                      |
| 1871    | 1877                       | Eugène Aubry-Vitet               | Droite      | Homme de lettres et propriétaire, conseiller municipal d'Argenteuil                                                                                     |
| 1877    | 1895                       | Jean-Marie Fautier (1843-1925)   | Républicain | Cultivateur à Argenteuil |
| 1895    | 1913 (décès)               | Gabriel Gally                    | Rad.        | Secrétaire de direction au collège Chaptal à Carrières-Saint-Denis Maire de Carrières-Saint-Denis (1890-1913)                                           |
| 1913    | 1919                       | Alfred Labrierre (1844-1921)     | Rad.        | Marchand de grains, administrateur de la Banque de France Maire d'Argenteuil (1896-1900 et 1919-1922) Président de la Chambre de commerce de Versailles |
| 1919    | 1929                       | Léopold Gautherin                | Rad.        | Agent d'assurances Maire d'Argenteuil (1925-1929) |
| 1929    | 1935 (démission)           | Jean-Baptiste Decoman            | Rad.        | Industriel, maire d'Argenteuil (1929-1935) |
| 1935    | 1940 (déchu de son mandat) | Louis Péronnet (1885-1976)       | PC-SFIC     | Tailleur de pierres Maire de Bezons (1926-1961) Déchu en février 1940 (décret Daladier)                                                                 |
|         |                            |                                  |             | |
| 1943    | 1945                       | Louis-Joseph Piot                | ?           | Président de la délégation spéciale d'Argenteuil Nommé conseiller départemental en 1943                                                                 |
|         |                            |                                  |             | |
| 1945    | 1955                       | Louis Péronnet                   | PCF         | Tailleur de pierres Maire de Bezons (1926-1961) Président du Conseil général de Seine-et-Oise (1945-1948)                                               |
| 1955    | 1967                       | Victor Dupouy                    | PCF         | Ouvrier ajusteur Maire d'Argenteuil |

### Conseillers généraux du canton d'Argenteuil Centre (1967 à 1976) -Val-d'Oise
| Période | Période | Identité                  | Étiquette | Qualité |
| ------- | ------- | ------------------------- | --------- | --- |
| 1967    | 1976    | Michel Vandel (1914-2004) | PCF       | Ouvrier maroquinier puis permanent syndical et politique, Argenteuil Ancien conseiller général du Canton de Maisons-Laffitte (1945-1951) |

### Conseillers d'arrondissement du canton d'Argenteuil (de 1833 à 1940)
Le canton d'Argenteuil appartenait  à la Seine-et-Oise (arrondissement de Versailles).
| Période                                  | Période | Identité                                | Étiquette | Qualité |
| ---------------------------------------- | ------- | --------------------------------------- | --------- | --- |
| 1833                                     | 1855    | Jean Grégoire Collas                    |           | Ancien négociant à Argenteuil |
| 1855                                     | 1871    | Charles Touzelin (1802-1875)            |           | Marchand de fer, maire d'Argenteuil (1842-1843, 1847 et 1851-1865)                                                                      |
| 1871                                     | 1877    | Léon Commartin                          |           | Ingénieur, constructeur mécanique, maire de Carrières-Saint-Denis                                                                       |
| 1877                                     | 1883    | M. Legras                               |           | Propriétaire à Houilles |
| 1883                                     | 1889    | Pierre-Joseph Garry                     |           | Propriétaire, conseiller municipal d'Herblay                                                                                            |
| 1889                                     | 1895    | Alexis Nicolle                          |           | Sous-chef de bureau au Ministère des Finances, maire de Sartrouville (1884-1892)                                                        |
| 1895                                     | 1898    | M. Torbier                              |           | Conseiller municipal de Bezons |
| 1898                                     | 1919    | Edmond Signolle                         | Radical   | Conseiller municipal d'Argenteuil, Président du Conseil d'arrondissement                                                                |
| 1919                                     | 1922    | Florent Froment                         |           | Secrétaire de mairie, propriétaire à Argenteuil                                                                                         |
| 1922                                     | 1934    | Théodore-Étienne Voillereau (1863-1938) |           | Champignonniste, maire de Carrières-sur-Seine (1913-1935)                                                                               |
| 1934                                     | 1940    | Raymond Lecomte (1899-1992)             | PC-SFIC   | Employé de bureau puis secrétaire de mairie de Bezons, propriétaire à Houilles Déchu de son mandat (décret Daladier) le 15 février 1940 |
| 1940                                     |         |                                         |           | Les conseils d'arrondissement ont été suspendus par la loi du 12 octobre 1940 et n'ont jamais été réactivés                             |
| Les données manquantes sont à compléter. |         |                                         |           | |

### Conseillers généraux du Canton d'Argenteuil-Nord (1976 à 2015)-Val-d'Oise
| Période | Période | Identité        | Étiquette | Qualité                                                                                        |
| ------- | ------- | --------------- | --------- | ---------------------------------------------------------------------------------------------- |
| 1976    | 1979    | Victor Dupouy   | PCF       | Ouvrier ajusteur Maire d'Argenteuil (1934-1940 et 1945-1977)                                   |
| 1979    | 1992    | Bernard Groult  | PCF       | Responsable syndical à l'usine Dassault d'Argenteuil                                           |
| 1992    | 1998    | Alfred Sorel    | PCF       | Instituteur, responsable syndical Adjoint au maire d'Argenteuil                                |
| 1998    | 2004    | Xavier Bordet   | PCF       | Postier                                                                                        |
| 2004    | 2011    | Philippe Doucet | PS        | Cadre supérieur du secteur privé Maire d'Argenteuil (2008-2014)                                |
| 2011    | 2015    | Georges Mothron | UMP       | Chef des ventes Maire d'Argenteuil (2001-2008 et depuis 2014) Député du Val-d'Oise (2002-2012) |

## Démographie
| 1968 | 1975 | 1982 | 1990   | 1999   | 2006   | 2011   | 2012   |
| ---- | ---- | ---- | ------ | ------ | ------ | ------ | ------ |
| -    | -    | -    | 26 228 | 25 649 | 27 792 | 28 163 | 27 943 |